# As Eila
As Eila (ou As Eyla, ou encore Qas Qeela en Afar) est un village de la république de Djibouti situé dans le Sud-Ouest du pays. Il fait partie de la région de Dikhil.
Le village constitue le chef-lieu de la sous-préfecture du même non dans la région de Dikhil.